# Araken Patusca
Abraham Patuska da Silveira, gyakran egyszerűen csak Araken Patusca, vagy Araken (São Paulo, 1905. július 17. – Santos, 1990. január 24.) brazil labdarúgócsatár.